# Linia (gmina Budești)
Linia – wieś w Rumunii, w okręgu Vâlcea, w gminie Budești. W 2011 roku liczyła 627 mieszkańców.